# Geraldo Quintão
Geraldo Magela da Cruz Quintão GCMM (Taquaraçu de Minas, 1 de julho de 1935 — 27 de dezembro de 2024) foi um advogado brasileiro. Foi ministro da Defesa e advogado-geral da União.

## Carreira de advogado
Em 1961 concluiu o curso de Ciências Jurídicas e Sociais da Faculdade de Direito da Universidade de São Paulo (USP). Foi advogado do Banco do Brasil de 1963 a 1977. Até 1988 foi subassessor jurídico regional e chefe da assessoria jurídica regional no Estado de São Paulo. Em 1988, assumiu a consultoria jurídico geral do banco, onde permaneceu até 1993.

## Advocacia-Geral
Em 1993 foi convidado pelo presidente Itamar Franco para criar a Advocacia-Geral da União (AGU) e em 6 de julho assume o cargo de Advogado-Geral da União. Até aquele momento, o Governo vinha acumulando débitos judiciais decorrentes de sucessivas derrotas nos tribunais e, aplicando a experiência da iniciativa privada, mudou radicalmente o perfil e a própria estrutura da AGU.
Conforme os levantamentos feitos, de 1995 até 1998, a economia gerada pela AGU ao Governo foi em torno de R$ 7,9 bilhões só com ações que eram dadas como perdidas. Mesmo assim, Geraldo Quintão enfrentou críticas, algumas bastante severas. Permaneceu na AGU, mesmo com a eleição de Fernando Henrique Cardoso. Seu papel foi decisivo na batalha jurídica que se travou em torno das privatizações de estatais. Permaneceu no cargo até 24 de janeiro de 2000.
| “ | Quando advogava para empresas, meus clientes viravam um leão antes de pagar alguma coisa. Por que seria diferente com o Governo? É preciso enterrar de vez o velho conceito segundo o qual a União é como a viúva perdulária, sobretudo quando se trata de dinheiro público. Isto acabou. | ” |

## Ministério da Defesa

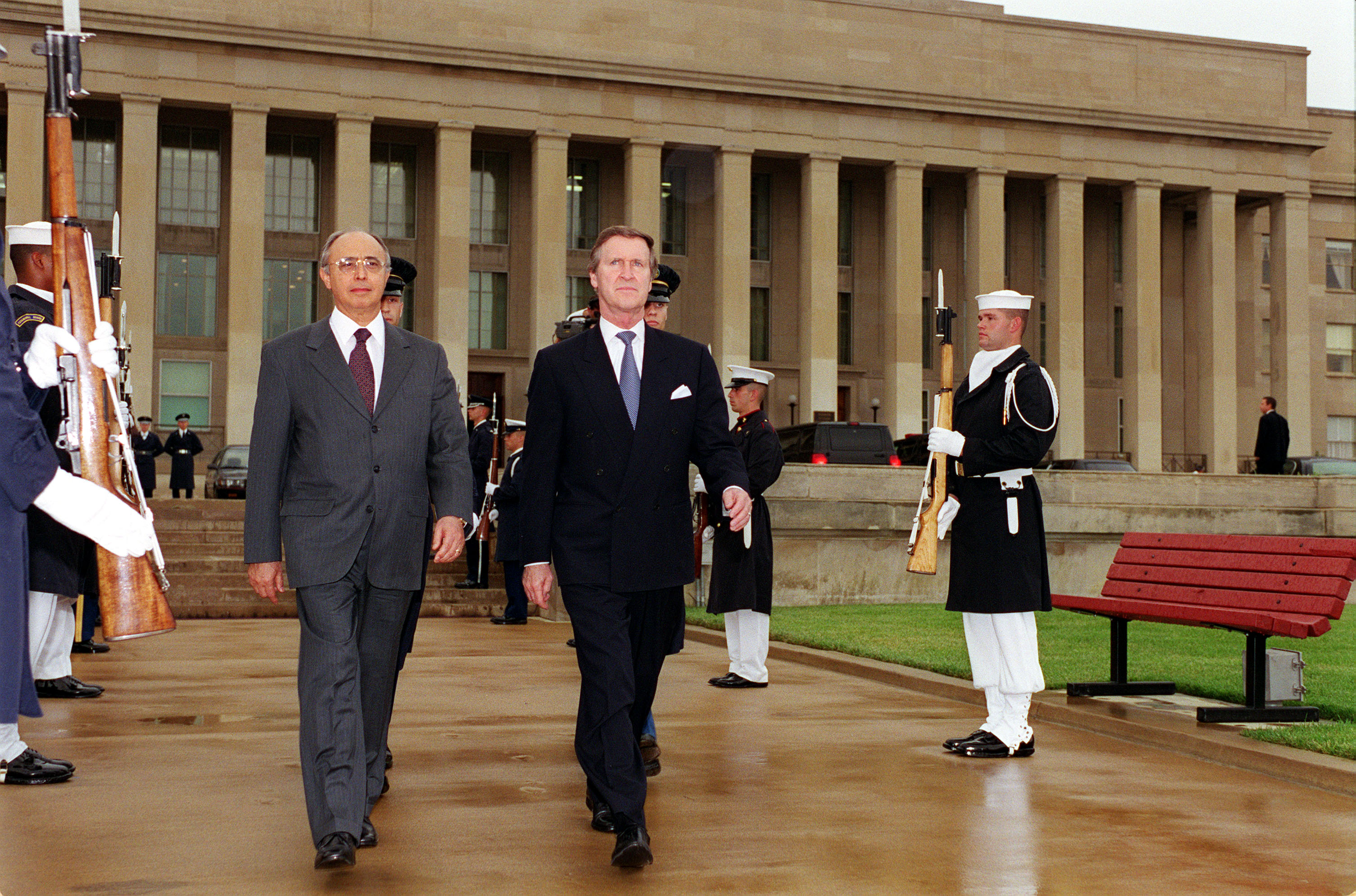
Quintão sendo recepcionado por William Cohen em 2000.

Em 24 de janeiro de 2000 sai da Advocacia-Geral da União para assumir o Ministério da Defesa, em substituição ao ministro Élcio Álvares.
Ele assumiu o ministério já com problemas. Integrava a lista de autoridades a serem processadas pelo Ministério Público federal pelo uso indevido de aviões da FAB. No seu período à frente da AGU, levantou vôo 219 vezes em aeronaves chapa-branca, em geral, para São Paulo, onde mora a esposa, Dineuza.
O ministério da Defesa, ainda estava em processo inicial (criado em 10 de julho de 1999, tinha pouco mais de 6 meses), com os comandantes da Marinha, do Exército e da Aeronáutica preferindo um militar da reserva. Ele era desconhecido na caserna e tinha pouca intimidade com os ritos dos quartéis. Além disso, era autor do parecer favorável à venda de ações da Embraer a um consórcio francês, o que desagradava a Aeronáutica.
| “ | Quintão é uma indicação minha e vai fazer no ministério da Defesa apenas o que eu quiser." | ” |

Admitido à Ordem do Mérito Militar em 1994 no grau de Grande-Oficial especial por Itamar Franco, Quintão foi promovido em março de 2000 por FHC ao último grau da ordem, a Grã-Cruz.
Permaneceu no ministério até o final do governo Fernando Henrique Cardoso em 1 de janeiro de 2003.

## Morte
Morreu em 27 de dezembro de 2024, mas a causa da morte não foi divulgada.

## Prêmios[3]
- Grã-Cruz da Ordem Nacional do Mérito Científico - janeiro de 2002
- Grã-Cruz da Ordem de Rio Branco - Ministério das Relações Exteriores
- Grã-Cruz da Ordem do Mérito Militar - Ministério do Exército[1]
- Grã-Cruz da Ordem do Mérito Naval - Ministério da Marinha
- Grã-Cruz da Ordem do Mérito Aeronáutico - Ministério da Aeronáutica